# Вычислительная физика
Вычисли́тельная фи́зика — наука, изучающая численные алгоритмы решения задач физики, для которых количественная теория уже разработана. Обычно рассматривается как раздел теоретической физики, но некоторые[кто?] считают её промежуточной ветвью между теоретической и экспериментальной физикой.
Физики часто имеют очень точные математические теории, описывающие поведение систем. Часто бывает, что решение теоретических уравнений ab initio с целью получения полезных предсказаний, является непрактичным. Это особенно достоверно в квантовой механике, в которой есть лишь несколько простых моделей, допускающих замкнутые аналитические решения. В случаях, когда уравнения могут быть решены только приближённо, часто используются именно вычислительные методы.

## Применение вычислительной физики
Численные методы в настоящее время являются важнейшим компонентом современных исследований в области физики ускорителей, астрофизики, механики жидкостей и газов, решёточной теории поля/решёточной калибровочной теории (особенно решёточной квантовой хромодинамики), физики плазмы (в том числе при моделировании плазмы), физики твёрдого тела и физики мягкого конденсированного вещества. Вычислительная физика твёрдого тела, например, использует теорию функционала плотности для расчета свойств твёрдых тел, метод, аналогичный тому, который используется химиками для изучения молекул.
Многие численные методы, используемые в вычислительной физике, уже достаточно хорошо разработаны, однако в процессе расчета физических свойств моделируемых систем может потребоваться решение более общих численных и аналитических задач. Все эти методы включают (но не ограничиваются ими):
- Решение дифференциальных уравнений
- Оценка интегралов
- Стохастические методы, особенно метод Монте-Карло
- Специализированные методы дифференциальных уравнений в частных производных, например, метод конечных разностей и метод конечных элементов
- Матричные методы нахождения собственных значений — задачи нахождения собственных значений очень больших матриц и соответствующих им собственных векторов (в квантовой физике — собственных состояний)
- Псевдо-спектральный метод

Вычислительная физика охватывает также настройку структуры программного и аппаратного обеспечения для решения проблем. Подходы к решению проблем часто очень требовательны в плане вычислительной мощности или объёма памяти.